# Michela Moioli
Michela Moioli (Alzano Lombardo, 17 de julio de 1995) es una deportista italiana que compite en snowboard, especialista en la prueba de campo a través.
Participó en tres Juegos Olímpicos de Invierno, obteniendo dos medallas, oro en Pyeongchang 2018 (individual) y plata en Pekín 2022 (equipo mixto), y el sexto lugar en Sochi 2014.
Ganó siete medallas en el Campeonato Mundial de Snowboard entre los años 2015 y 2025.

## Medallero internacional
| Juegos Olímpicos   | Juegos Olímpicos            | Juegos Olímpicos  | Juegos Olímpicos                |
| Año                | Lugar                       | Medalla           | Prueba                          |
| ------------------ | --------------------------- | ----------------- | ------------------------------- |
| 2018               | Pyeongchang (Corea del Sur) | Medalla de oro    | Campo a través                  |
| 2022               | Pekín (China)               | Medalla de plata  | Campo a través por equipo mixto |
| Campeonato Mundial |                             |                   |                                 |
| Año                | Lugar                       | Medalla           | Prueba                          |
| 2015               | Kreischberg (Austria)       | Medalla de bronce | Campo a través                  |
| 2017               | Sierra Nevada (España)      | Medalla de bronce | Campo a través                  |
| 2019               | Park City (Estados Unidos)  | Medalla de plata  | Campo a través por equipo mixto |
| 2019               | Park City (Estados Unidos)  | Medalla de bronce | Campo a través                  |
| 2021               | Idre Fjäll (Suecia)         | Medalla de plata  | Campo a través                  |
| 2021               | Idre Fjäll (Suecia)         | Medalla de plata  | Campo a través por equipo mixto |
| 2025               | Engadina (Suiza)            | Medalla de oro    | Campo a través                  |